# Mima Jaušovec
Mima Jaušovec (* 20. Juli 1956 in Maribor) ist eine ehemalige jugoslawische Tennisspielerin.

## Karriere
Bekannt geworden ist sie durch ihren Sieg bei den French Open im Jahr 1977. Im Jahr darauf stand sie dort erneut im Finale, musste sich aber Virginia Ruzici aus Rumänien geschlagen geben. 1983 konnte sie ein drittes Mal ins Endspiel von Roland Garros vordringen, diesmal unterlag sie Chris Evert.
Zwischen 1973 und 1989 bestritt sie 37 Partien für die jugoslawische Fed-Cup-Mannschaft, von denen sie 19 gewinnen konnte.
Im Jahr 1988 beendete Mima Jaušovec ihre Profilaufbahn.

## Turniersiege

### Einzel
| Nr. | Datum       | Turnier     | Kategorie                      | Belag           | Finalgegnerin   | Ergebnis      |
| --- | ----------- | ----------- | ------------------------------ | --------------- | --------------- | ------------- |
| 1.  | Mai 1976    | Rom         | WTA                            | Sand            | Lesley Hunt     | 6:1, 6:3      |
| 2.  | August 1976 | Toronto     | WTA                            | Sand            | Lesley Hunt     | 6:2, 6:0      |
| 3.  | Juni 1977   | French Open | Grand Slam                     | Sand            | Florența Mihai  | 6:2, 6:7, 6:1 |
| 4.  | Mai 1978    | Hamburg     | WTA                            | Sand            | Virginia Ruzici | 6:2, 6:3      |
| 5.  | März 1982   | Los Angeles | WTA Avon Championships Circuit | Teppich (Halle) | Sylvia Hanika   | 6:2, 7:6      |

### Doppel
| Nr. | Datum         | Turnier       | Kategorie                      | Belag           | Partnerin           | Finalgegnerinnen                       | Ergebnis      |
| --- | ------------- | ------------- | ------------------------------ | --------------- | ------------------- | -------------------------------------- | ------------- |
| 1.  | November 1974 | Edinburgh     | WTA                            | Teppich (Halle) | Virginia Ruzici     | María-Isabel Fernández Raquel Giscafré | 6:4, 4:6, 6:4 |
| 2.  | Mai 1978      | Hamburg       | WTA Colgate Series             | Sand            | Virginia Ruzici     | Katja Ebbinghaus Helga Masthoff        | 6:4, 5:7, 6:0 |
| 3.  | Mai 1978      | Rom           | WTA Colgate Series             | Sand            | Virginia Ruzici     | Florența Mihai Betsy Nagelsen          | 6:2, 2:6, 7:6 |
| 4.  | Juni 1978     | French Open   | Grand Slam                     | Sand            | Virginia Ruzici     | Gail Lovera Benedetti Lesley Bowrey    | 5:7, 6:4, 8:6 |
| 5.  | Januar 1979   | Washington    | WTA Avon Championships Circuit | Teppich (Halle) | Virginia Ruzici     | Renée Richards Sharon Walsh            | 4:6, 6:2, 6:4 |
| 6.  | November 1980 | Stockholm     | WTA Colgate Series             | Teppich (Halle) | Virginia Ruzici     | Hana Mandlíková Betty Stöve            | 6:2, 6:1      |
| 7.  | November 1981 | Filderstadt   | WTA Toyota Series              | Teppich (Halle) | Martina Navratilova | Barbara Potter Anne Smith              | 6:4, 6:1      |
| 8.  | Februar 1982  | Detroit       | WTA Avon Championships Circuit | Teppich (Halle) | Leslie Allen        | Rosie Casals Wendy Turnbull            | 6:4, 6:0      |
| 9.  | April 1982    | Amelia Island | WTA Toyota Series              | Sand            | Leslie Allen        | Barbara Potter Sharon Walsk            | 6:1, 7:5      |
| 10. | Februar 1984  | Houston       | WTA                            | Teppich (Halle) | Anne White          | Barbara Potter Sharon Walsk            | 6:4, 3:6, 7:6 |
| 11. | Juli 1985     | Bregenz       | WTA                            | Sand            | Virginia Ruzici     | Andrea Holíková K. Skronská-Böhmová    | 6:2, 6:3      |